# Димче Миновски
Димче Миновски (на македонска литературна норма: Димче Миновски) е журналист и писател от Северна Македония.

## Биография
Роден е в 1942 година в село Брусник, Битолско, тогава в анексирано от Царство България. Занимава се с журналистика, като 45 години работи в Радио Битоля като редактор и заместник-директор. Същевременно е кореспондент от Битоля за много медии във Федерална Югославия – „Нова Македония“, „Спорт“, Македонската радио-телевизия. Автор е на документалната емисия „Еден век спорт в Битоля“ (Еден век спорт во Битола), в която проследява появата и развитието на спорта в града от османско време.
В 1969 година Миновски издава първият си печатен труд „Футболът в Битоля през десетилетия“ (Фудбалот во Битола низ децении). В 1997 година публикува „Боксот во Битола“ (Боксот во Битола).
Миновски пише и проза: романите „Камъкът на смъртта“ (Каменот на смртта, 1998 г.), „Тайната на самотната воденица“ (Тајната на осамената воденица, 1999 г.) и „Господарят на блатото“ (Господарот на блатото, 2000 г.) е историческа трилогия, посветена на възрожденските борби в Битолско. В 2000 година излиза и романът му „Шикло“, както и юбилейната монография, посветена на петдесетгодишнината на Радио Битоля. В 2003 година излиза романът му „Пъкъл в битолската твърдина“ (Пекол во битолската тврдина), посветен на падането на града в ръцете на османците.
Носител е на наградата „4-ти ноември“ за литература за 2003 година. Носител е и на наградата за най-добър новинар на Република Македония. Дългогодишен член е на председателството на Съюза на спортовете. Бил е председател или член на много бтолски клубове – ХК „Пелистер“, ФК „Пелистер“, АК „Олимпия“, ДГС „Партизан“. Активист е и на Матицата на изселениците от Македония.